# Giacomo Minutoli
Giacomo Minutoli (* 1765 in Messina; † 11. Februar 1827 ebenda) war ein italienischer Architekt des Klassizismus auf Sizilien.

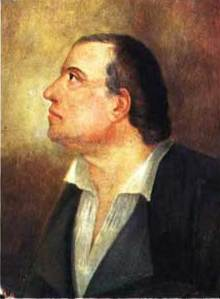
Porträt Giacomo Minutoli

## Leben
Minutoli wirkte als Stadtbaumeister in Messina. Über seinen Ausbildungsgang ist nichts bekannt.
Sein Hauptwerk ist die in Messina zwischen 1899 und 1908 erbaute „Palazzata“, eine dem Meer zugewandte, 1,5 km lange, durch Arkaden gegliederte Gebäudefront, die wegen ihrer imposanten Wirkung auch „Teatro marittimo“ genannt wurde.

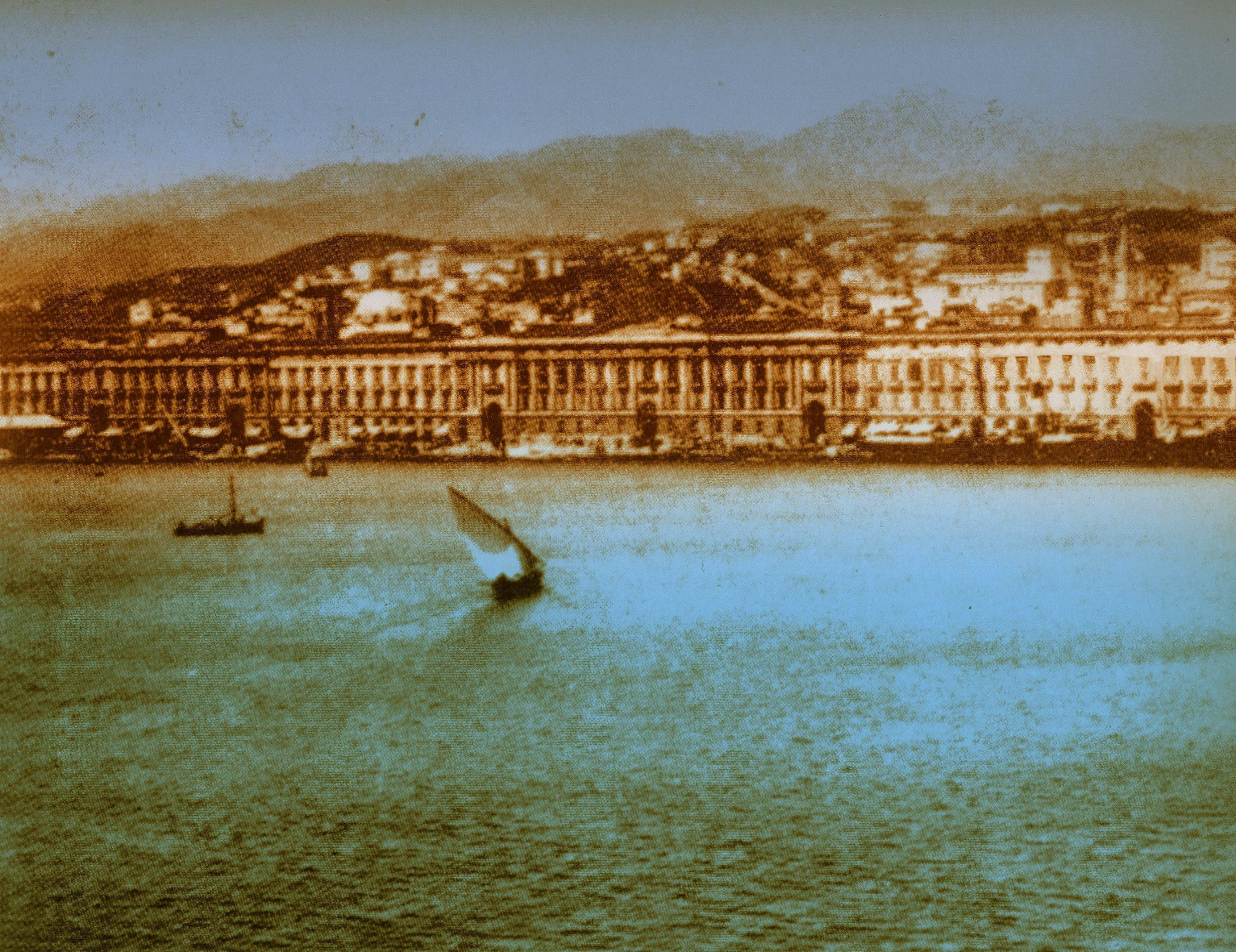
Giacomo Minutoli: Palazzata von Messina vor 1908

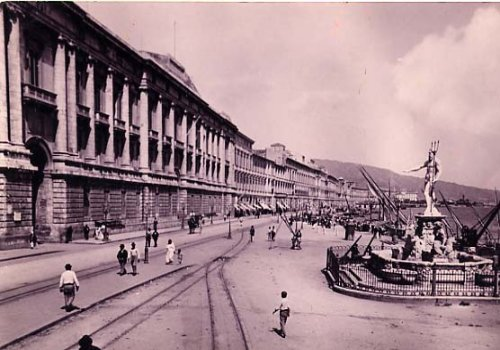
Palazzata von Messina vor 1908 (Fotografie)

Wie die meisten Gebäude in Messina wurde auch die „Palazzata“ durch das große Erdbeben von 1908 zerstört.
Minutoli entwarf auch nach dem Erdbeben 1783 den neuen Verlauf der Via Ferdinandes (seit 1860 „Via Garibaldi“) und deren wichtigste Bauten.

## Bauten von Minutoli in Messina
- Palazzo Senatorio (1783)
- Palazzata (1799–1808)
- Palazzo Pistorio cassibile (1807)
- Chiesa di Sant’Agata dei Minoriti (1813)
- Convento di San Francesco d’Assisi (1860 von Giovanni Patricolo vollendet, wurde 1866 in den Palazzo delle Finanze umfunktioniert)
- Palazzo Municipale (1820 vollendet)
- Palazzo Gustarelli
- Palazzo San Leone e Santis
- Palazzo Vitale